# عشب الحبل المبرقش
عشب الحبل المبرقش (الاسم العلمي:Spartina versicolor) هو نوع من النباتات يتبع جنس عشب الحبل من الفصيلة النجيلية.